# 맥스 줄리엔
맥스 줄리엔(영어: Max Julien, 1933년 7월 12일~2022년 1월 1일)은 미국의 배우, 텔레비전 배우이다.

## 출연

### 영화
- 하우 투 비 어 플레이어(1997년)
- 토마신 & 부시로드(1974년) - 부시로드 역 (각본, 제작, 주연)
- 맥(1973년) - 골디 역
- 클레오파트라 존스(1973년)
- 갈등(1970년)
- 싸이크 아웃(1968년)